# Qualificazioni al campionato mondiale di calcio 2010 - AFC - Fase finale, gruppo 1

## Classifica
| Squadra    | P.ti | G | V | N | P | GF | GS | DR  |
| ---------- | ---- | - | - | - | - | -- | -- | --- |
| Australia  | 20   | 8 | 6 | 2 | 0 | 12 | 1  | +11 |
| Giappone   | 15   | 8 | 4 | 3 | 1 | 11 | 6  | +5  |
| Bahrein    | 10   | 8 | 3 | 1 | 4 | 6  | 8  | -2  |
| Qatar      | 6    | 8 | 1 | 3 | 4 | 5  | 14 | -9  |
| Uzbekistan | 4    | 8 | 1 | 1 | 6 | 5  | 10 | -5  |

- Australia e  Giappone qualificate direttamente al mondiale.
- Bahrein qualificata allo spareggio.

## Risultati

### Primo turno
| Arbitro: | Abdul Malik Bashir |

|                          |           |                                                 |
| Isa 87’ Tulio 88’ (aut.) | Marcatori | 18’ S. Nakamura 44’ (rig.) Endō 85’ K. Nakamura |

| Arbitro: | Subkhiddin Mohd Salleh |

|                                             |           |  |
| Siddiq 37’ Magid Mohamed 73’ Al-Bloushi 86’ | Marcatori |  |

### Secondo turno
| Arbitro: | Kim Dong Jin |

|          |           |            |
| Soria 6’ | Marcatori | 67’ Fatadi |

| Arbitro: | Saad Al Fadhli |

|  |           |                  |
|  | Marcatori | 26’ Chipperfield |

### Terzo turno
| Arbitro: | Khalil Al Ghamdi |

|                                              |           |  |
| Cahill 8’ Emerton 17’ (rig.) 58’ Kennedy 76’ | Marcatori |  |

| Arbitro: | Ali Hamad Al-Badwawi |

|            |           |               |
| Tamada 40’ | Marcatori | 27’ Shatskikh |

### Quarto turno
| Arbitro: | Masoud Moradi |

|  |           |                 |
|  | Marcatori | 90+3’ Bresciano |

| Arbitro: | Sun Baojie |

|  |           |                                         |
|  | Marcatori | 19’ Tatsuya Tanaka 47’ Tamada 68’ Tulio |

### Quinto turno
| Yokohama 11 febbraio 2009, ore 19:20 | Giappone     | 0 – 0 referto | Australia | International Stadium Yokohama (66.000 spett.)\| Arbitro: \| Muhsen Basma \| |
| Arbitro:                             | Muhsen Basma |               |           |                                                                              |

| Arbitro: | Subkhiddin Mohd Salleh |

|  |           |                   |
|  | Marcatori | 90+4’ Abdulrahman |

### Sesto turno
| Arbitro: | Masoud Moradi |

|                                   |           |  |
| Tadjiyev 34’ 45+3’ 53’ Soliev 61’ | Marcatori |  |

| Arbitro: | Kim Dong-jin |

|                 |           |  |
| S. Nakamura 47’ | Marcatori |  |

### Settimo turno
| Arbitro: | Sun Baojie |

|           |           |  |
| Aaish 47’ | Marcatori |  |

| Arbitro: | Ali Hamad Al-Badwawi |

|                               |           |  |
| Kennedy 66’ Kewell 73’ (rig.) | Marcatori |  |

### Ottavo turno
| Arbitro: | Muhsen Basma |

|  |           |            |
|  | Marcatori | 9’ Okazaki |

| Doha 6 giugno 2009, ore 19:00 | Qatar              | 0 – 0 referto | Australia | Jassim Bin Hamad Stadium (7.000 spett.)\| Arbitro: \| Abdul Malik Bashir \| |
| Arbitro:                      | Abdul Malik Bashir |               |           |                                                                             |

### Nono turno
| Arbitro: | Abdullah Al Hilali |

|                           |           |  |
| Sterjovsky 55’ Carney 88’ | Marcatori |  |

| Arbitro: | Subkhiddin Mohd Salleh |

|                    |           |                  |
| Albinali 2’ (aut.) | Marcatori | 53’ (rig.) Yahya |

### Decimo turno
| Arbitro: | Khalil Al Ghamdi |

|                |           |           |
| Cahill 59’ 77’ | Marcatori | 40’ Tulio |

| Arbitro: | Masoud Moradi |

|                 |           |  |
| Abdulrahman 74’ | Marcatori |  |

-->